# Granulomelon grandituberculata
Granulomelon grandituberculata är en snäckart som först beskrevs av Tate 1894.  Granulomelon grandituberculata ingår i släktet Granulomelon och familjen Camaenidae. Inga underarter finns listade i Catalogue of Life.